# Palosaari (ö i Finland, Lappland, Östra Lappland, lat 66,64, long 27,14)
Palosaari är en ö i Finland. Den ligger i sjön Lautajärvi och i kommunen Kemijärvi i den ekonomiska regionen  Östra Lapplands ekonomiska region  och landskapet Lappland, i den norra delen av landet, 700 km norr om huvudstaden Helsingfors. Öns area är 0,7 hektar och dess största längd är 120 meter i öst-västlig riktning.